# HMAS Perth (D29)
L'HMAS Perth va ser un dels tres creuers lleugers de classe Leander modificats utilitzats per la Royal Australian Navy (RAN) durant la primera part de la Segona Guerra Mundial. Va ser construït per a la Royal Navy (RN) a mitjans de la dècada de 1930 i va ser avarat com a HMS Amphion el 1936. El vaixell va passar els anys següents com a vaixell insígnia del comandant en cap, Àfrica abans de ser transferit a la RAN el 1939 i rebatejat com a HMAS Perth.
A l'inici de la Segona Guerra Mundial al setembre, el vaixell va patrullar l'Atlàntic Occidental i el Carib a la recerca de combois d'escorta i naviliers alemanys durant sis mesos abans de ser ordenat a casa a principis de 1940. El vaixell va continuar amb els mateixos tipus de tasques a les aigües australianes abans de ser transferit a la flota mediterrània a finals de 1940. Aleshores, el Perth va ajudar a escortar nombrosos combois a Malta a principis de 1941 i va tenir un paper menor a la batalla del cap Matapan al març. Va escortar combois a Grècia i Creta i va ajudar a evacuar les tropes aliades d'ambdós llocs davant les forces victorioses de l'Eix. El vaixell va ser molt danyat pels avions de l'eix al maig durant l'evacuació de Creta.
Després de completar les reparacions al juny, Perth va proporcionar suport d'artilleria naval a les forces aliades a terra durant la campanya Síria-Líban i va bombardejar objectius francesos de Vichy. Va tornar a Austràlia a mitjans de 1941 i se li va encarregar el mateix tipus de missions que havia estat realitzant al començament de la guerra. El vaixell va continuar realitzant aquestes tasques després de l'inici de la Guerra del Pacífic al desembre fins que va ser transferit al Comandament americà-britanic-holandès-australià el febrer de 1942 per ajudar a defensar les Índies Orientals Holandeses contra els japonesos. El Perth no va patir danys durant la batalla del mar de Java, però va ser torpedinat i enfonsat per l'armada imperial japonesa a la batalla de l'estret de la Sonda immediatament després.
Més de la meitat de la seva tripulació va morir en la batalla i només uns dos terços dels supervivents van sobreviure a la captivitat per tornar a casa després de la guerra. El naufragi del vaixell va ser descobert l'any 1967 i estava essencialment intacte; el 2013, el naufragi havia estat parcialment retirat per rescatadors marins indonèsia no autoritzats i quatre anys després es trobava en pitjors condicions.

## Disseny i descripció
El disseny dels creuers de la classe Leander es va adaptar per al Programa Naval 1932–1933 per separar la seva maquinària de propulsió disposada en unitats separades. Amb això es pretenia millorar la seva supervivència, ja que cada unitat de calderes i turbines de vapor aparellades podia funcionar de manera independent i un sol cop no podia immobilitzar el vaixell. Tal com es va construir, l'Amphion tenia una longitud total de 562 peus i 4 polzades (171,4 m), una longitud entre perpendiculars de 530 peus (161,5 m), una mànega de 56 peus i 8 polzades (17,3 m) i un calat de 19 peus 5 polzades (5,9 m) amb càrrega profunda. El vaixell tenia un desplaçament de 7.040 tones llargues (7.150 t) amb càrrega estàndard i 9.140 tones llargues (9.290 t) amb càrrega profunda. Això li va donar una alçada metacèntrica de 4,5 peus (1,4 m) amb una càrrega profunda.
La seva tripulació comptava amb 36 oficials i 586 sots-oficials i marineria.
Els Leander modificats eren accionats per quatre turbines d'engranatges Parsons, cadascuna impulsant un eix, utilitzant vapor proporcionat per quatre calderes de 3 tambors Admiralty. Les turbines, amb una potència nominal de 72.000 cavalls de potència (54.000 kW), estaven destinades a donar als vaixells una velocitat màxima de 32,5 nusos (60,2 km/h; 37,4 mph) El sistema d'unitats necessàriament significava que cada unitat de maquinària tenia el seu propi embut. Els vaixells transportaven prou fuel per donar-los una autonomia de 7.000 milles nàutiques (13.000 km; 8.100 milles) a 16 nusos (30 km/h; 18 mph).

### Armament i protecció

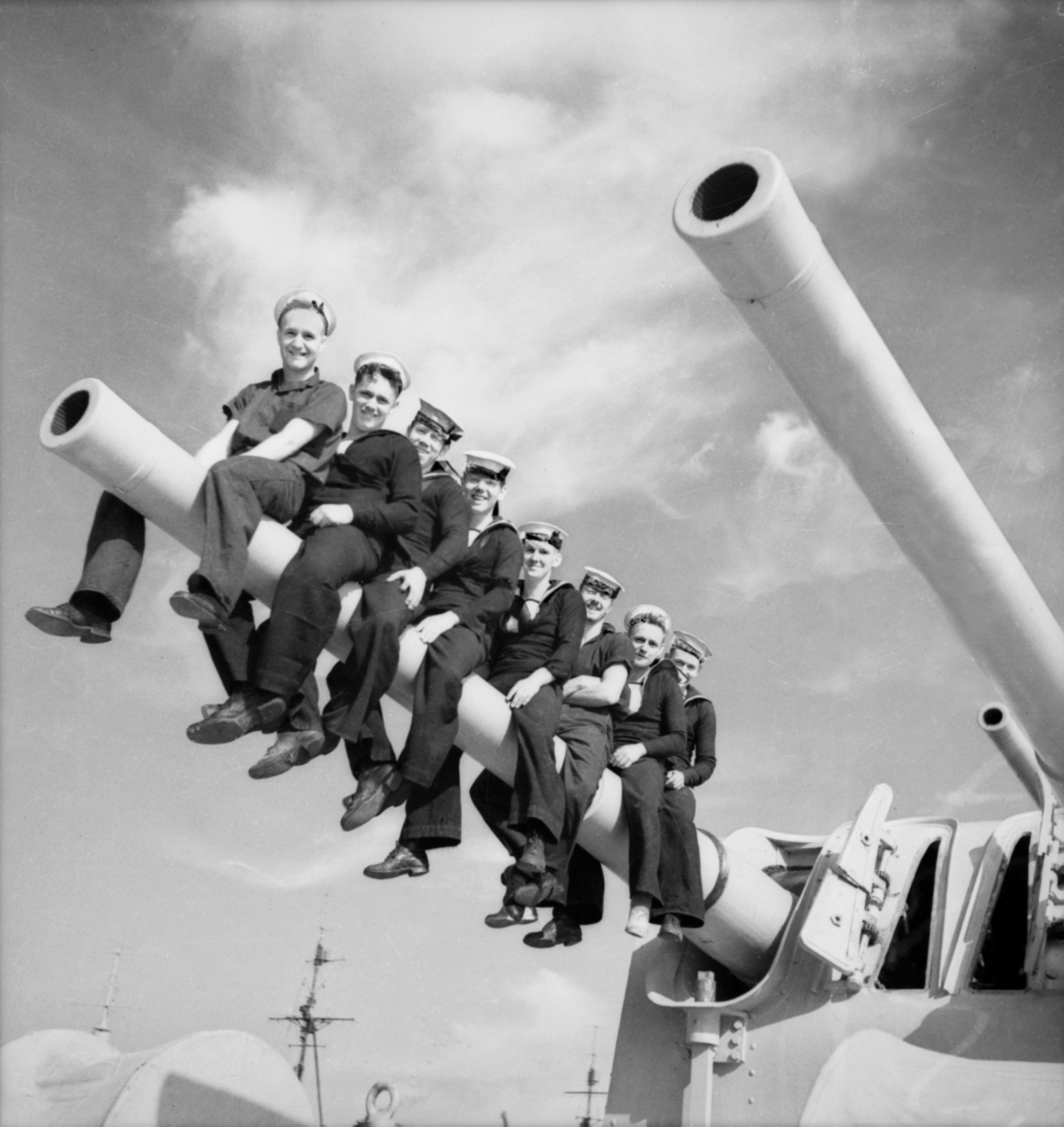
Mariners a cavall d'un dels canons principals del Perth, 1941

La bateria principal de la classe Leander modificada constava de vuit canons BL de 6 polzades (152 mm) Mk XXIII disposats en dos parells de torretes de dos canons superfire davant i darrere de la superestructura. El seu armament secundari consistia en quatre canons QF de 4 polzades (102 mm) Mk V en muntatges individuals oberts al costat de l'embut de popa. Per a la defensa aèria de curt abast, el vaixell estava equipat amb tres muntatges quàdruples per a metralladores AA Vickers de 0,5 polzades (12,7 mm). També estaven armats amb vuit tubs de torpede de 21 polzades (533 mm) en dos muntatges quàdruples sobre l'aigua, un a cada costat.
La majoria de les parts que protegeixen el blindatge de la nau consistien en blindatge no cimentat. Els espais de màquines estaven protegits per un cinturó de flotació de 3 polzades (76 mm) i la coberta per sobre d'ells consistia en 1.125 polzades (29 mm) d'acer d'alta resistència. Els laterals de les santabàrbares constaven de plaques de blindatge de 3,5 polzades (89 mm) i els seus sostres estaven protegits per plaques de 2 polzades (51 mm). Les torretes de canó tenien costats i sostres d'1 polzada (25 mm) de gruix.

## Construcció i carrera
L'Amphion va ser originalment ordenat per a la Royal Navy com a part del Programa Naval 1931–1932, però l'ordre es va suspendre fins que es va acabar el disseny de la classe Leander modificada. Al vaixell se va li va col·locar la quilla a HM Dockyard, Portsmouth el 26 de juny de 1933 i va ser avarat per la marquesa de Titchfield el 27 de juliol de 1934. L'Amphion va ser posat en servei el 15 de juny de 1936 i es va completar el 6 de juliol. El creuer va servir com a vaixell insígnia del Comandant en Cap, Àfrica i del 6è Esquadró de Creuers (Vicealmirall Sir Francis Tottenham) de 1936 a 1938.
A principis de 1939, el vaixell va ser reequipat i els seus canons Mk V de quatre polzades van ser substituïts per quatre muntatges de canó doble per a canons QF de quatre polzades Mk XVI de doble propòsit. També es va instal·lar la base per a una catapulta d'avió giratòria i la seva grua associada.

### Servei australià
L'Amphion va ser venut a la Royal Australian Navy i va ser posat en servei el 29 de juny de 1939. Va ser rebatejat com a HMAS Perth el 10 de juliol per la princesa Marina, duquessa de Kent. A l'entrada al servei australià, el rol del vaixell es va situar en 646 (35 oficials i 611 sots-oficials i mariners). La major part del rol del vaixell havia marxat d'Austràlia el maig de 1939 a bord de l'SS Autolycus: els homes reclutats havien de viure i dormir a les bodegues de bestiar del vaixell. A principis d'agost, mentre anava a Austràlia, el Perth va ser usat per representar la seva nació a l'Exposició Universal de Nova York de 1939. Mentre era a la ciutat de Nova York, hi va haver un "motí" menor a bord. La causa va ser l'ordre que els mariners a terra per sortir a terra haurien de tornar al vaixell a les 18:00 i canviar d'uniformes blancs a uniformes blaus, tot i que el tracte general dels mariners per part dels oficials havia estat un problema des que el creuer es va fer càrrec per la RAN. Més de 60 mariners es van reunir al castell de proa del vaixell, on es van enfrontar amb oficials amb armes secundàries (la primera vegada que els oficials de la RAN havien estat armats per fer front a un motí) i van rebre ordres sota coberta, però es van negar. El comandant del vaixell de guerra, el capità Harold Farncomb, després es va acostar als mariners i els va informar que si no seguien les ordres de dispersar-se, tractaria les seves accions com un motí. L'enfrontament es va poder veure des del moll i es va enviar una força fortament armada del departament de policia de la ciutat de Nova York, però no va intervenir. Farncomb va desactivar la situació amb èxit fent l'oferta que qualsevol mariner que volgués portar uniforme blau tot el dia a terra podria fer-ho després de demanar permís; una oferta acceptada per gairebé tots els mariners que prenen permís de terra.

### Segona Guerra Mundial

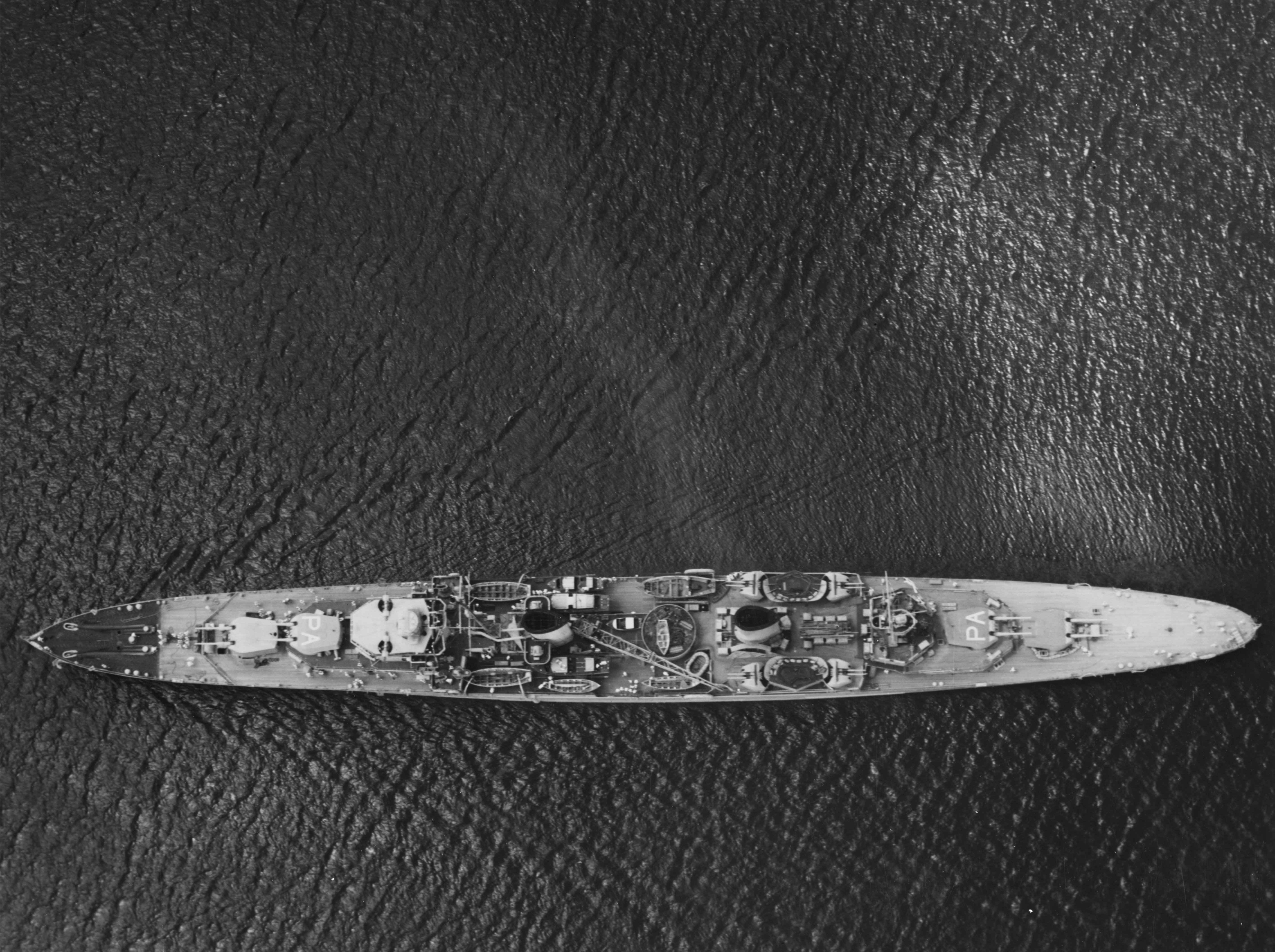
Vista aèria del Perth, passant pel llac Gatun al canal de Panamà, 2 de març de 1940

Mentre encara estava de camí cap a Austràlia, el Perth es trobava a la costa de Veneçuela quan va començar la Segona Guerra Mundial. Com que inicialment era l'únic vaixell de guerra de la Commonwealth britànica al Carib i l'Atlàntic occidental, el creuer va començar a buscar a la regió la navegació alemanya i a escortar combois. El Perth no va abandonar la zona fins al març de 1940, navegant pel Canal de Panamà per arribar a les aigües australianes per primera vegada el 31 de març. En arribar, el Perth va ser reequipat a la base naval de l'illa Garden de Sydney fins al 29 d'abril, durant el qual es va instal·lar la seva catapulta. Inicialment portava un Supermarine Seagull V, més tard un Supermarine Walrus. El vaixell va ser assignat al servei d'escorta de combois i patrulles al llarg de les costes australianes al maig. El 6 de juny el capità Sir Philip Bowyer-Smyth, Bt. va assumir el comandament del Perth i el contraalmirall John Crace va hissar la seva bandera a bord del creuer com a comandant de l'esquadró australià. Aquests deures van continuar fins al novembre de 1940, quan va ser enviada al Mediterrani per rellevar el seu vaixell germà Sydney. Escoltant un comboi de tropes des d'Austràlia fins al Mar Roig en ruta, el Perth va arribar a Alexandria, Egipte, el 24 de desembre, després d'un breu període d'escorta al Mar Roig. Va ser assignat al 7è Esquadró de Creuers de la Flota de la Mediterrània.
Durant l'operació Excess a principis de gener de 1941, el vaixell va escortar un comboi de Malta a Alexandria juntament amb altres elements de la flota mediterrània. Mentre estava atracat al Grand Harbour de Malta, el 16 de gener, el Perth va ser danyat per un quasi accident d'una bomba que li va tallar temporalment la potència i va provocar algunes inundacions. Durant el bombardeig, la seva tripulació va ajudar a apagar el foc a bord del vaixell de municions SS Essex i va prestar assistència al portaavions danyat HMS Illustrious. El creuer va sortir de Malta aquell vespre i va arribar a Alexandria el dia 18, on va entrar a la drassana per fer-hi reparacions temporals. El 22 de gener va marxar per trobar-se amb Illustrious i escortar-lo a Alexandria i després va tornar a Grècia on va patrullar el mar entre Creta i el Pireu, Grècia. Mentre tornava a Alexandria per a reparacions més permanents, el Perth es va trobar amb una forta tempesta de sorra mentre s'acostava al port la nit del 6/7 de febrer, només per descobrir que el vaixell anava a ser inspeccionat pel primer ministre d'Austràlia, Robert Menzies, l'endemà al matí i, per tant, va haver de ser netejat abans de la seva arribada.

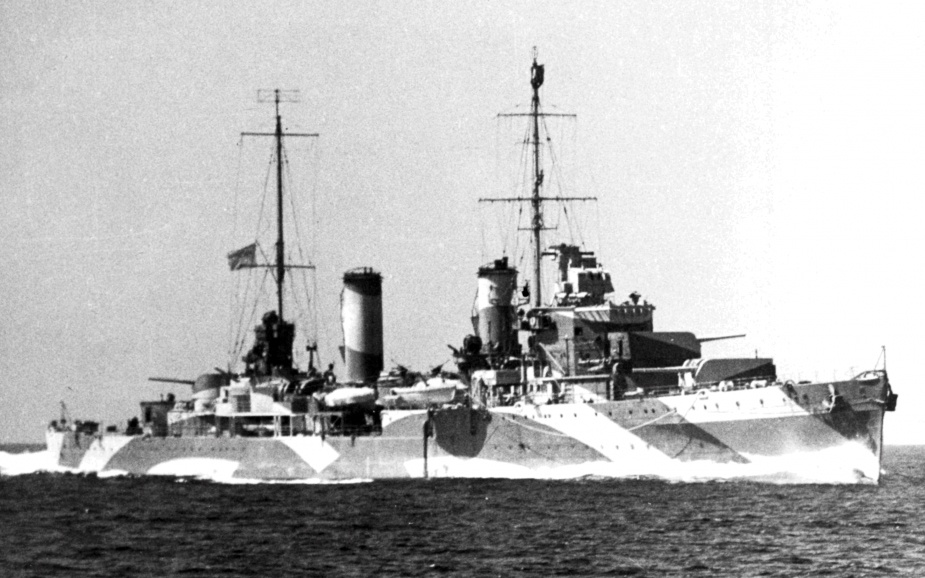
El Perth en marxa després de la seva remodelació el febrer de 1941

El vaixell va entrar al dic sec flotant el 9 de febrer i hi va romandre durant 10 dies. Durant aquest temps, la seva catapulta va ser retirada i substituïda per un parell de canons Breda AA italians capturats de 20 mil·límetres (0,8 polzades), un a cada costat del suport de la catapulta. A més, es va instal·lar un radar de cerca tipus 286 no giratori. El matí del 27, va ser un de les escortes dels destructors que portaven reforços per a l'operació Abstenció, l'atac a l'illa de Kastellorizo, davant de la costa turca a les illes del Dodecanès italià. En arribar-hi aquella nit, els vaixells britànics van trobar que els italians havien reforçat la seva guarnició; després de desembarcar els reforços, els comandants de l'exèrcit van decidir evacuar l'illa ja que eren superats en nombre per la guarnició.

#### Batalla de Grècia

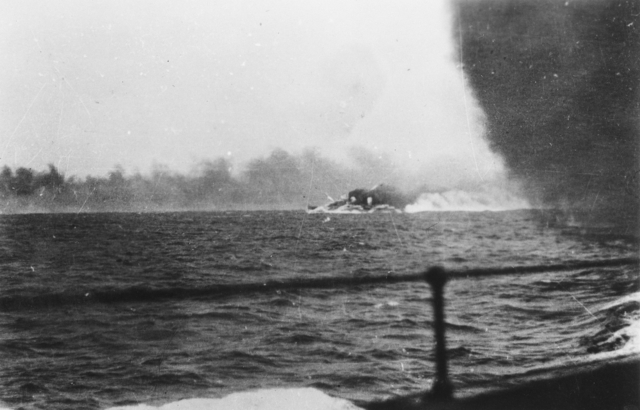
El Perth vist des del entre les cortines de fum durant la batalla de Matapan, el 28 de març de 1941

A partir del 7 de març, el Perth va donar suport al reforç aliat de Grècia transportant soldats d'Alexandria al Pireu juntament amb patrullant les aigües entre Grècia i Creta. Del 17 al 24 de març va escortar un altre comboi a Malta. El Perth va tenir un paper menor a la batalla del cap Matapan del 26 al 29 de març quan el seu esquadró va ser detectat per la flota italiana i perseguit mentre es retiraven cap al cos principal de la flota britànica. Indemne durant la batalla, va reprendre les seves funcions anteriors. En algun moment d'abril, el vaixell estava equipat amb un canó AA Mk VIII "pom-pom" de quàdruple 2 lliures (40 mm (1,6 polzades) muntat a la base de la catapulta. Va escortar un comboi a Malta entre el 18 i el 20 d'abril i en el viatge de tornada, va cobrir els cuirassats de la flota mediterrània mentre bombardejaven el port de Trípoli, a la Líbia italiana, el matí del 21 d'abril. El 25 d'abril el vaixell va ser assignat per ajudar en l'evacuació de les tropes aliades de Grècia. Les tropes i els refugiats eren carregats de nit per minimitzar la capacitat de les forces de l'Eix d'interferir-hi i els vaixells tenien ordres estrictes de marxar a temps per estar ben allunyats de la costa a l'alba, encara que les tropes romanguessin a terra. La nit del 28 al 29 d'abril, Bowyer-Smyth estava a càrrec de la força enviada per evacuar les tropes de Calamata. Va enviar un destructor endavant per reconèixer la situació al port mentre els seus altres vaixells romanien fora de la costa. Quan el destructor va informar de lluites al port, va decidir que no valia la pena arriscar-se als seus vaixells a ser siluetejats de nou pels incendis i explosions al port i va ordenar tornar a Creta. Quan el destructor va poder informar que el port havia estat assegurat, Bowyer-Smyth va pensar que era massa tard per tornar.
El creuer va ser una de les escortes del comboi Tiger entre Malta i Alexandria a principis de maig. Quan els alemanys van envair Creta el 20 de maig, el Perth formava part de la Força C que constava de dos creuers i quatre destructors, que patrullaven a les proximitats de l'estret de Kasos, al nord-est de Creta. L'endemà van ser atacats repetidament per avions alemanys i italians que van enfonsar un dels destructors. Ara assignats a la Força D, el Perth i els seus compnayss van interceptar un comboi d'invasió alemany de petits vaixells el matí del dia 22, escortats per la torpedinera italià Sagittario. El Perth va enfonsar un ressagat d'un altre comboi abans que el comboi principal fos vist a les 08:47. El vaixell torpediner havia estat tractant de recollir els retardats i el seu comandant va ordenar que el seu comboi es dispersés mentre posava una cortina de fum i després s'enfrontava als vaixells aliats amb poc efecte. La seva diversió i la manca de visibilitat provocada per la seva cortina de fum, juntament amb els atacs aeris repetits que salpebraven els vaixells amb metralla, van permetre que el comboi escapés amb només la pèrdua de dos vaixells. En tornar a Alexandria, el Perth va passar uns dies en reparació.
La nit del 28 de maig, el vaixell va ser assignat a la Força D, tres creuers, tres destructors i un vaixell de tropes, que va ser enviat a evacuar els soldats de Sfakià, un petit port de la costa sud de Creta, després de la seva derrota pels paracaigudistes alemanys. El Perth va portar dues petites llanxes de desembarcament per transportar tropes a bord. Els vaixells aliats no van ser atacats durant l'endemà, ja que van embarcar els soldats i van marxar abans de l'alba del dia 30. A partir de les 09:30, la Força D va ser atacada repetidament per avions alemanys, i el Perth va patir diversos gairebé accidents abans de ser colpejat per una bomba que va explotar a la sala de calderes davantera poc abans de les 10:00 amb 4 dels seus mariners i 9 dels 1.188 soldats embarcats morts. L'explosió va eliminar temporalment la seva potència i el creuer es va aturar abans que es pogués restablir mitja hora després. També va doblegar l'eix de l'hèlix interior d'estribord i va danyar molt la cuina, l'ordinador de control de foc d'angle alt, la taula de control de foc de l'Almirallat per als canons de sis polzades i va iniciar moltes fuites al revestiment del casc.
El creuer va poder arribar a Alexandria l'endemà i va estar en reparació fins al 22 de juny. el Perth va navegar cap a Haifa, a la Palestina britànica, tres dies més tard per participar en la invasió del Síria i el Líban de Vichy. El dia 27 va ajudar a aixecar un camp de mines a Damur i després va donar suport amb trets a les forces aliades i va bombardejar les instal·lacions de Vichy fins al final de la campanya abans de tornar a Alexandria el 15 de juliol. Mentre esperava ser rellevat pel seu germà Hobart, el "pom-pom" quàdruple i els dos canons Breda van ser retirats i la seva catapulta va ser reinstal·lada.

#### Retorn a l'oceà Pacífic
El Perth va tornar a Austràlia per a reparacions permanents, arribant a Sydney el 12 d'agost. L'alliberament de la seva tripulació per a un permís de terra es va retardar per un discurs de Menzies aquell mateix dia que no va tenir una bona acollida. A més de les reparacions necessàries, es va eliminar el radar Tipus 286 i es van tornar a instal·lar dos muntatges de metralladora quàdruple de 0,5 polzades al seu alcàsser. Probablement també va rebre quatre canons Oerlikon AA de 20 mil·límetres en suports individuals instal·lats als sostres de les torretes de superfire i a la superestructura prop del pont. Bowyer-Smith va ser rellevat del seu comandament i enviat de tornada a Gran Bretanya l'1 de setembre i el capità Hector Waller va assumir el comandament el 24 d'octubre. La finalització de la reparació a Cockatoo Island es va retardar un mes després que un incendi fos els cables elèctrics que conduïen a la torre de control del director al terrat del pont; el 24 de novembre el vaixell va dur a terme les seves proves al mar a tota potència. Després de la finalització del reacondicionament, el Perth i el creuer pesant Canberra van sortir al vapor el 12 de desembre de Sydney a Brisbane. Tres dies més tard, es van trobar amb el creuer lleuger HMNZS Achilles, i es van formar com a escorta pesada del comboi Pensacola. el Perth va continuar les tasques d'escorta de combois en aigües domèstiques fins a finals de gener de 1942.

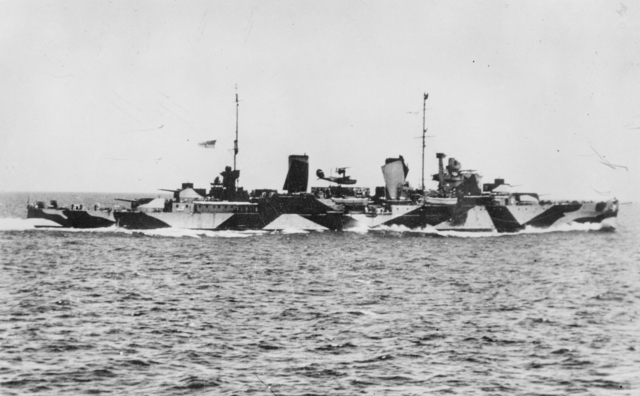
El Perth el 1942 amb canons de 20 mm dalt de les seves torres

Estava programat que el Perth romangués a les aigües domèstiques de l'est dins de l'àrea ANZAC mentre el Canberra es renovava. El gabinet de guerra va acceptar atendre una sol·licitud dels Estats Units per al desplegament del Perth a l'àrea nord-americana-britannica-holandesa-australiana (ABDA) immediatament i, en fer-ho, escortar un comboi que procedia cap a ABDA. El 31 de gener, el Perth va sortir de Sydney, arribant a Fremantle, Austràlia, el 10 de febrer i va rellevar l'antic creuer lleuger HMAS Adelaide el 15 de febrer com a escorta per al comboi de quatre petroliers buits i dos vaixells de càrrega amb la missió de reclamar tant petroli de les Índies Orientals Holandeses com fos possible abans que els japonesos les envaïssin. Després de la captura de Singapur (posant en perill el port de destinació de Palembang), tots menys el Perth i el vaixell de càrrega SS Jacob van rebre l'ordre de tornar a Fremantle. Encara que es van unir en ruta pels vaixells holandesos SS Swartenhondt i SS Karsik, l'operació es va cancel·lar el 21 de febrer, quan els vaixells es trobaven a 600 milles nàutiques (1.100 km; 690 milles) de l'estret de la Sonda, separant Java i Sumatra. El Perth va escortar els altres tres vaixells fins a 700 milles nàutiques (1.300 km; 810 milles) de Fremantle abans de girar cap al nord per unir-se a la Western Strike Force d'ABDA. Va arribar a Tanjung Priok, Java, el 24 de febrer i no va ser danyada per un atac aeri japonès més tard durant el dia.

#### Batalla del mar de Java
Després que un avió de reconeixement holandès va detectar la flota d'invasió oriental japonesa el dia 25, dirigint-se al seu lloc de desembarcament l'oest de Surabaya, Java, el Perth, juntament amb el creuer pesant britànic Exeter i els destructors Jupiter, Electra i Encounter, van dirigir-se cap a Surabaya, on van es va unir a la Eastern Strike Force d'ABDA sota el comandament del contraalmirall Karel Doorman. La força estava formada ara pels creuers pesats Exeter i USS Houston, tres creuers lleugers (el vaixell insígnia de Doorman HNLMS De Ruyter, HNLMS Java i el Perth), cinc destructors moderns (tres britànics i dos holandesos) i quatre destructors americans antics. La nit del 26, van salpar en una recerca sense èxit dels vaixells japonesos.
Els japonesos van rebre informes que els vaixells aliats estaven a prop de la ruta prevista a les 11:00 del dia 27. Els seus creuers van llançar hidroavions per confirmar aquests informes i van detectar els vaixells de Doorman en direcció est a les 12:35. Cinc minuts més tard, Doorman va girar cap al sud per repostar a Surabaya. Els japonesos van observar aquest gir i van decidir continuar amb el desembarcament a les 13:40. Poc després que els vaixells aliats haguessin passat pel camp de mines protegint l'entrada del port, Doorman va rebre un informe a les 14:27 que els vaixells japonesos estaven a 50 milles marines (93 km; 58 milles) al nord-oest de Surabaya. Va invertir el rumb gairebé immediatament amb la intenció d'atacar el comboi. Els hidroavions japonesos van observar els seus moviments, malgrat els atacs dels caces aliats a les 14:18 i les 14:30, i el seu informe va atrapar la força d'invasió molt separada mentre es preparava per realitzar l'aterratge aquella nit.
L'Electra va veure el creuer lleuger japonès Jintsū a les 16:12 que va girar cap al sud-oest i va obrir foc a una distància de 16.000 iardes (15.000 m) poc després. El creuer pesant Nachi, que es trobava molt enrere, va obrir foc a 28.000 iardes (26.000 m) a les 16:17. Els creuers pesats aliats van retornar el foc de Nachi tres minuts més tard. A les 16:21, Doorman es va girar lleugerament cap al sud per evitar que els japonesos creuessin la seva "T" i el contraalmirall Takeo Takagi, comandant de la força d'escorta d'invasió, es va girar lleugerament per obrir el rang, ja que el tir a banda i banda havia estat precís encara que no s'ha fet cap encert. El porter va girar cap a l'oest sud-oest a les 16:27 per evitar millor que es creués la seva 'T', una maniobra que va mantenir el rang massa lluny perquè els creuers lleugers aliats poguessin aportar els seus trets. Els dos esquadrons de destructors japonesos estaven maniobrant durant aquest temps per fer atacs amb torpedes utilitzant els seus poderosos torpedes tipus 93 "Long Lance".
Els dos vaixells insígnia de l'esquadra van obrir foc a partir de les 16:30 i els destructors del 4t Esquadró de Destructors del contraalmirall Shoji Nishimura van seguir entre les 16:40 i les 16:45 a una distància de 13.000 a 15.000 iardes (12.000 a 14.000 m) amb un total de 31 torpedes dirigits als vaixells aliats, tots els quals van fallar. El germà del Nachi, el Haguro, va aportar vuit torpedes a les 16:52 a llarg abast, que també va fallar. El duel de trets va continuar mentre s'estaven llançant els torpedes i el Perth va informar que "aterraven salves ajustades al voltant [del vaixell], primer 25 iardes (23 m) curtes, després 25 iardes més enllà". Uns deu minuts més tard, Takagi es va adonar que els vaixells aliats s'estaven apropant a la ruta del comboi d'invasió i va ordenar un atac total per evitar que arribessin al comboi. Gairebé al mateix temps, Doorman va girar lleugerament cap al nord, tancant el rang. A les 17:08, un dels obusos de 203 mil·límetres del Nachi va colpejar l'Exeter, detonant dins d'una de les seves sales de calderes. L'obús va incendiar el vaixell i va fer caure sis de les seves vuit calderes fora de línia. El creuer britànic va caure de la formació i ràpidament va començar a perdre velocitat. Els següents creuers van suposar que aquest gir era deliberat i van seguir l'Exeter; un cop Waller es va adonar que havia quedat paralitzat, va ordenar al Perth que el rodegés, posant una cortina de fum per amagar-lo.
Doorman va necessitar una mica de temps per reorganitzar les seves forces i va ordenar l'Exeter que tornés a Surabaya, escortat pels destructors britànics i el destructor holandès supervivent. Els vaixells restants van posar abundants quantitats de fum i van donar voltes mentre els japonesos intentaven enfonsar el vaixell paralitzat amb torpedes. Els creuers lleugers van ser els primers a disparar a les 17:50 i els van seguir els creuers pesats i els destructors; un total de 98 torpedes que tots van perdre. Dos dels destructors britànics van carregar entre el fum en un intent d'interrompre els atacs, l'Electra va ser enfonsat en la maniobra i els creuers aliats van prendre un rumb paral·lel al de l'Exeter . A les 18:10, els destructors nord-americans també van carregar entre el fum i van disparar 24 dels seus torpedes contra el Nachi i el Haguro, tots els quals es van perdre. En aquest moment, Takagi va poder veure el far de Surabaya i va decidir trencar el contacte en la foscor cada vegada més gran perquè cap dels seus vaixells entrés en un camp de mines defensant el port. A les 18:12 el Perth va reclamar un cop al Haguro, però la investigació de la postguerra va demostrar que el creuer no va ser danyat durant la batalla.
Doorman estava decidit a continuar la batalla i va invertir el rumb a les 18:31 i els seus vaixells van ser detectats en el seu nou rumb a les 18:46. Els vaixells japonesos es van dispersar àmpliament després dels seus atacs i Takagi va trigar un temps a organitzar-los. Mentrestant, Nishimura va ordenar que el comboi d'invasió girés cap a l'oest a les 19:04. Després d'un breu compromís amb el Jintsū, Doorman va decidir desvincular-se i després girar cap al sud i intentar posar-se darrere de les escortes japoneses a les 21:00. Els destructors nord-americans, amb poc combustible i sense torpedes, van decidir de manera independent tornar a Surabaya al mateix temps. Quan Doorman girava els seus vaixells cap al nord a les 21:25, el Jupiter va colpejar una mina holandesa i va perdre tota la potència abans d'enfonsar-se. Durant aquest temps, Takagi era conscient dels moviments de Doorman car un dels hidroavions del Jintsū llançaven bengales per seguir els vaixells aliats. A les 21:20 l'hidroavió del Naka el va alleujar, però va perdre el contacte amb Takagi a les 22:00, cosa que va deixar ambdues parts buscant a cegues.
A les 23:02, els vigies del Nachi van detectar els creuers aliats i les germanes van maniobrar per llançar un atac de torpedes. Els vaixells de Doorman van detectar els creuers japonesos més o menys a la mateixa hora i van obrir foc a les 23:10. Els vaixells japonesos van disparar una dotzena de torpedes a les 21:22 i el De Ruyter i el Java van ser colpejats per un i enfonsats. El Perth i el Houston van ser els únics grans vaixells aliats que van sobreviure a la batalla, i es van retirar a Tanjung Priok després el matí del 28 de febrer. Els dos vaixells van intentar reaprovisionar-se, però l'escassetat de combustible va fer que el Perth només podia carregar la meitat de la seva capacitat de combustible normal, i la manca de munició el va deixar amb només els 160 obusos de sis polzades restants després del dia anterior. Els creuers i el destructor holandès Evertsen van rebre l'ordre de navegar cap a Tjilatjap a través de l'estret de la Sonda aquella nit.

#### Batalla de l'estret de la Sonda
El Perth i el Houston van navegar a les 19:00 (l'Evertsen es va retardar), sense gaire combustible ni munició, amb el Perth al capdavant, ja que Waller estava al comandament general com a oficial superior present. Els aliats creien que l'estret de Sonda estava lliure de vaixells enemics, però la Força d'Invasió Occidental Japonesa s'havia reunit a la badia de Bantam, a l'extrem nord-oest de Java, sense el seu coneixement. Els creuers anaven cap a l'oest quan van ser detectats a les 22:39 pel destructor Fubuki que patrullava a l'est de la badia a una distància d'11.000 iardes (10.000 m). Després d'informar-se al contraalmirall Kenzaburo Hara, comandant de la força d'escorta, el destructor va seguir els vaixells aliats. El vaixell insígnia de Hara, el creuer lleuger Natori, els va veure a les 22:48 a una distància de 16.900 m (18.500 iardes); Hara va concloure que les siluetes eren creuers enemics a les 22:59 i la intenció d'utilitzar el Natori com a esquer per atreure el Perth i Houston lluny dels transports.
A les 23:06, els vigies del Perth van albirar un vaixell no identificat i el van desafiar, esperant veure una de les corbetes australianes suposadament a l'estació. Quan es va rebre una resposta inintel·ligible a canvi i el vaixell es va girar i va fer fum, Waller va reconèixer la silueta d'un destructor japonès (el Harukaze), va girar cap al nord per seguir i va obrir foc a les 23:15. El Fubuki estava a 3.000 iardes (2.700 m) darrere de Houston quan els vaixells aliats van girar cap al nord i va disparar nou torpedes tipus 90 de 61 centímetres més antics mentre girava en persecució, així com 16 obusos dels seus canons de 12,7 centímetres (5 polzades); cap dels quals va encertar l'objectiu. En adonar-se que Waller estava reaccionant als moviments dels destructors propers, Hara va cancel·lar el seu pla quan Waller va obrir foc i va convocar tots els seus vaixells per atacar. El germà del Harukaze, el Hatakaze, va ser la primera a tancar disparant els seus canons de 12 centímetres (4,7 polzades) al Perth abans de girar al nord-est a les 23:38. El creuer va ser colpejat dues vegades per obusos lleugers, un cop a les 23:26 i de nou sis minuts després, però només va resultar lleugerament danyat.
Poc abans de les 23:40, els destructors Hatsuyuki i Shirayuki es van tancar a 4.000 iardes (3.700 m) abans de buidar els nou tubs de torpede i girar-se sota la coberta del fum. el Perth va colpejar el pont d'aquest últim amb un obús de sis polzades, matant 1 home i ferint 11 més. Cap d'aquests torpedes va colpejar els seus objectius i les naus de Waller van continuar girant cap al sud i l'oest. El Harukaze, el Hatakaze i el seu germà Asakaze es van tancar per atacar, tot i que l'antic vaixell va ser colpejat almenys tres vegades per obusos aliats que van matar tres homes i en van ferir 15. Es va veure obligada a sortir de la formació i l'Hatakaze.no va poder disparar a causa dels freqüents quasi accidents que envoltaven els creuers. L'Asakaze va poder disparar els seus sis torpedes, però també van fallar. A les 23:44 Natori va enfrontar al Perth amb 29 obusos dels seus canons de 14 centímetres (5,5 polzades) i va disparar quatre torpedes sense cap efecte conegut abans de girar-se dos minuts més tard. En aquest moment, els destructors ja no estaven en la línia de foc dels creuers pesats Mikuma i el seu germà Mogami que van apuntar al Perth amb sis torpedes cadascun a una distància de 12.000 iardes (11.000 m) a les 23:49, cap dels quals va colpejar el seu objectiu. En aquest moment el Perth i el Houston van començar a disparar als creuers pesats japonesos, però van disparar constantment per davant d'ells, possiblement perquè ambdós vaixells estaven llançant paravanes que augmentaven la mida de les seves ones de proa i van fer que els vaixells aliats sobreestimes la seva velocitat. El Perth va rebre un cop sense importància cap a les 23:50.
Després d'invertir el rumb i tancar lleugerament el rang, el Mogami i el Mikuma van obrir foc a Houston amb els seus canons principals a una distància de 12.200 iardes (11.200 m) a les 23:52 utilitzant els seus reflectors . Tres minuts més tard, el vaixell aliat va colpejar el Mikuma, matant sis homes i ferint-ne onze més. Amb el Perth a punt de disparar rondes d'entrenament, el Harukaze i el Hatakaze es van tancar a 4.200 iardes (3.800 m) abans de disparar onze torpedes entre ells durant les 23:56-23:58. Dos minuts més tard, els destructors Shirakumo i  Murakumo van disparar nou cadascun a 5.000 iardes (4.600 m) i el Natori va aportar quatre més a 9.000 iardes (8.200 m). Al voltant d'aquesta època, un quasi accident va danyar l'hèlix del destructor japonès Shikinami, que escortava els creuers pesats.
A les 00:05 cinc dels torpedes del Mogami que havien perdut el Perth van colpejar i enfonsar quatre transports i van fer volar un buscamines per la meitat. En aquesta època, Waller va ordenar a la seva nau que intentés forçar un camí cap a l'estret de Sonda. Just quan el Perth es va fixar en el seu nou rumb, va ser colpejat per un torpede a la sala de màquines de davant, probablement del Harukaze. Un segon torpede va colpejar dos minuts més tard que va fer un forat al casc prop del pont i dos més els van seguir poc després, probablement del Shirakumo i del Mirakumo. Waller va donar l'ordre d'abandonar el vaixell després del segon impacte del torpede. Després d'un altre foc de curta distància dels destructors, el Perth va bolcar i es va enfonsar a les 00:25 de l'1 de març de 1942, amb 353 morts: 342 RAN (incloent Waller), 5 Royal Navy, 3 Royal Australian Air Force i 3 civils treballadors de menjador. El Houston va ser torpedinat i es va enfonsar uns 20 minuts més tard. Dels 328 supervivents, 5 van morir després d'arribar a la costa, mentre que la resta es van convertir en presoners de guerra; 106 van morir durant el seu internament: 105 navals i 1 RAAF, inclosos 38 morts per atacs aliats als "vaixells de l'infern" japonesos. Els 218 supervivents van ser repatriats després de la guerra.

## Salvament no autoritzat
El naufragi va ser descobert per David Burchell l'any 1967; en aquell moment, el vaixell estava raonablement intacte, estirat de costat a una profunditat d'uns 35 m (115 peus). A finals de 2013, els bussejadors van descobrir que el naufragi del Perth estava sent despullat per salvadors marins indonesis no autoritzats . Els informes del setembre van indicar que les barcasses equipades amb grua havien desposseït la major part de la superestructura del naufragi, les torretes davanteres i la coberta de proa, i que s'havien utilitzat explosius per trencar el vaixell per facilitar-ne la recuperació. Aquestes accions van comprometre la integritat estructural del lloc del naufragi i potencialment han exposat municions i tancs de petroli. El naufragi del Perth no està protegit com a tomba de guerra, ja sigui a través de la Convenció de la UNESCO sobre la Protecció del Patrimoni Cultural Subaquàtic (Austràlia i Indonèsia no són signataris del tractat) o mitjançant la legislació de cap de les nacions. El desmuntatge del naufragi del Perth no es va informar públicament fins al desembre de 2013; l'Australian Broadcasting Corporation va especular que els departaments governamentals conscients del problema van intentar mantenir-lo en secret per evitar un major deteriorament de les relacions entre Austràlia i Indonèsia, especialment després de l'escàndol d'espionatge Austràlia-Indonèsia.

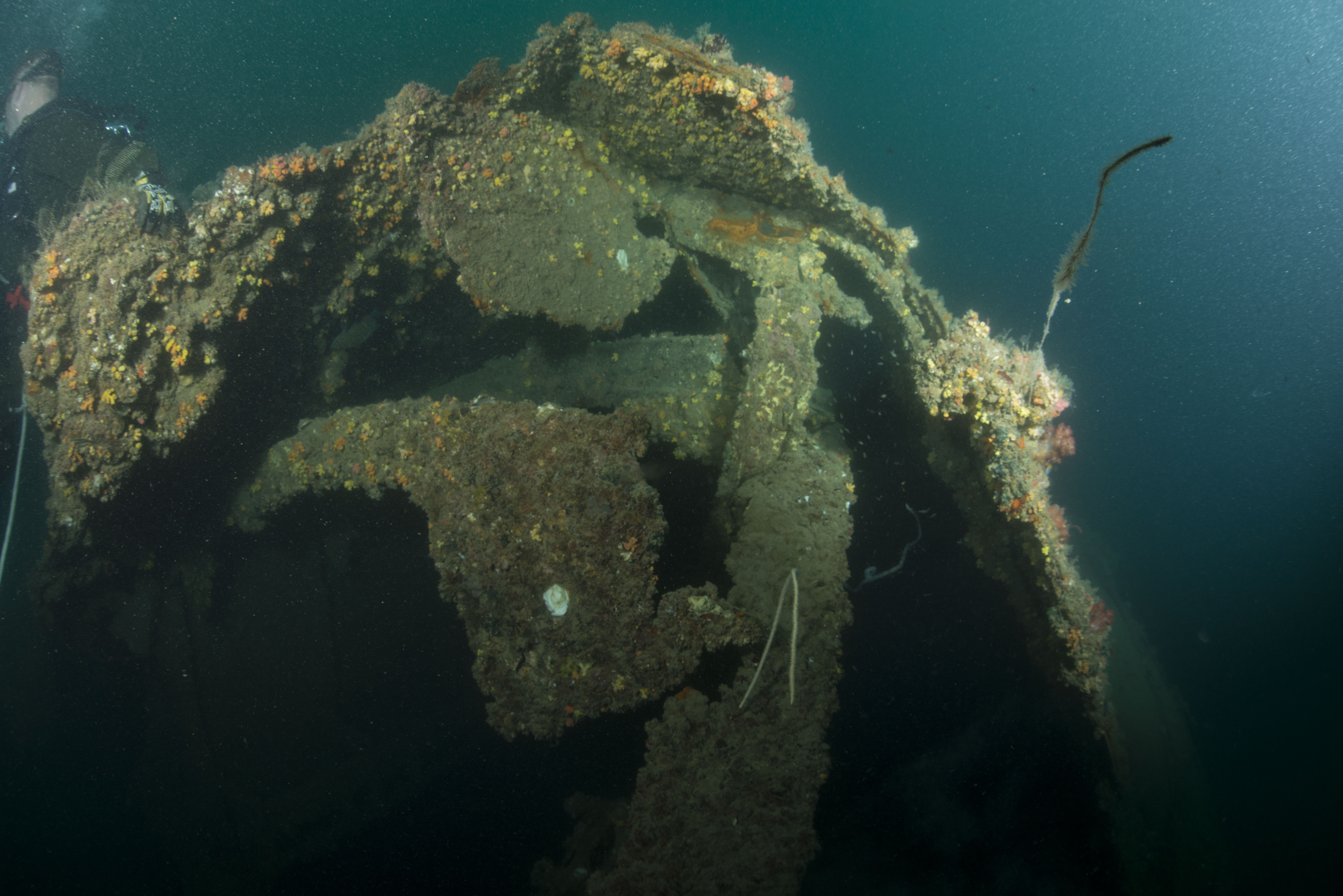
Una fotografia presa del naufragi del Perth

A l'octubre de 2015, submarinistes de la Marina dels Estats Units i la Marina d'Indonèsia es van embarcar a bord de l'USNS Safeguard i van realitzar una recerca de nou dies al Perth i el Houston Els bussejadors van documentar l'estat dels dos naufragis i van identificar signes de salvament no autoritzat. L'operació va ser el preludi d'una conferència a Jakarta sobre la preservació i la prevenció del rescat no autoritzat de naufragis de guerra al mar de Java.
El naufragi va ser examinat per un equip del Museu Marítim Nacional d'Austràlia, el Ministeri d'Afers Marins i Pesca d'Indonèsia i el Centre Nacional de Recerca d'Arqueologia d'Indonèsia (ARKENAS) el maig de 2017. A partir d'aquesta data, les torretes de sis polzades del vaixell, el cinturó de blindatge lateral d'estribord i el seu revestiment de casc associat i les hèlixs havien estat tots eliminats, igual que gairebé tota la maquinària de propulsió, molt probablement perquè és d' acer de fons baix. "ARKENAS ha proposat que el lloc sigui declarat Situs Cagar Budaya (Patrimoni Cultural) segons la legislació del patrimoni cultural d'Indonèsia, mentre que el Ministeri d'Afers Marins i Pesca també té la intenció de classificar el lloc com a Zona de Conservació Marina".

## Llegat
El servei de guerra del creuer va ser posteriorment reconegut amb els honors de batalla "Atlàntic 1939", "Convois de Malta 1941", "Matapan 1941", "Grècia 1941", "Creta 1941", "Mediterrani 1941", "Pacífic 1941–42" i "Estret de Sunda 1942". La RAN va anomenar un submarí, HMAS Waller, en honor al capità Waller.
El Nedlands Yacht Club, el Perth, celebra anualment la HMAS Perth Memorial Regatta en honor a Waller, la tripulació i el vaixell. Les campanes dels vaixells originals del creuer Perth i del destructor de l'època de la Guerra Freda del mateix nom es mostren a l'Ajuntament de Perth. Hi ha una placa commemorativa a l'Església Anglicana de Sant Joan, King's Square, Fremantle, i un servei commemoratiu se celebra anualment a l'església a finals de febrer.
HMAS el Perth és l'únic vaixell de guerra estranger commemorat als terrenys del Cementiri Nacional d'Arlington a Arlington, VA.